# Gerhard Friedrich Albrecht
Gerhard Friedrich Albrecht († 1782) war Jurist, Genealoge und Publizist.

## Werke
- Dissertatio inavgvralis ivridica de mercedis remissione ob steril (...), [1779?]
- Genealogisches Handbuch ... derer ... freyherr- und adelicher Familien (...), Frankfurt/Main 1776 (Digitalisat)
- Neues genealogisches Handbuch (...), Frankfurt/Main 1778  (Digitalisat)